# Інноваційні технології Норвегії

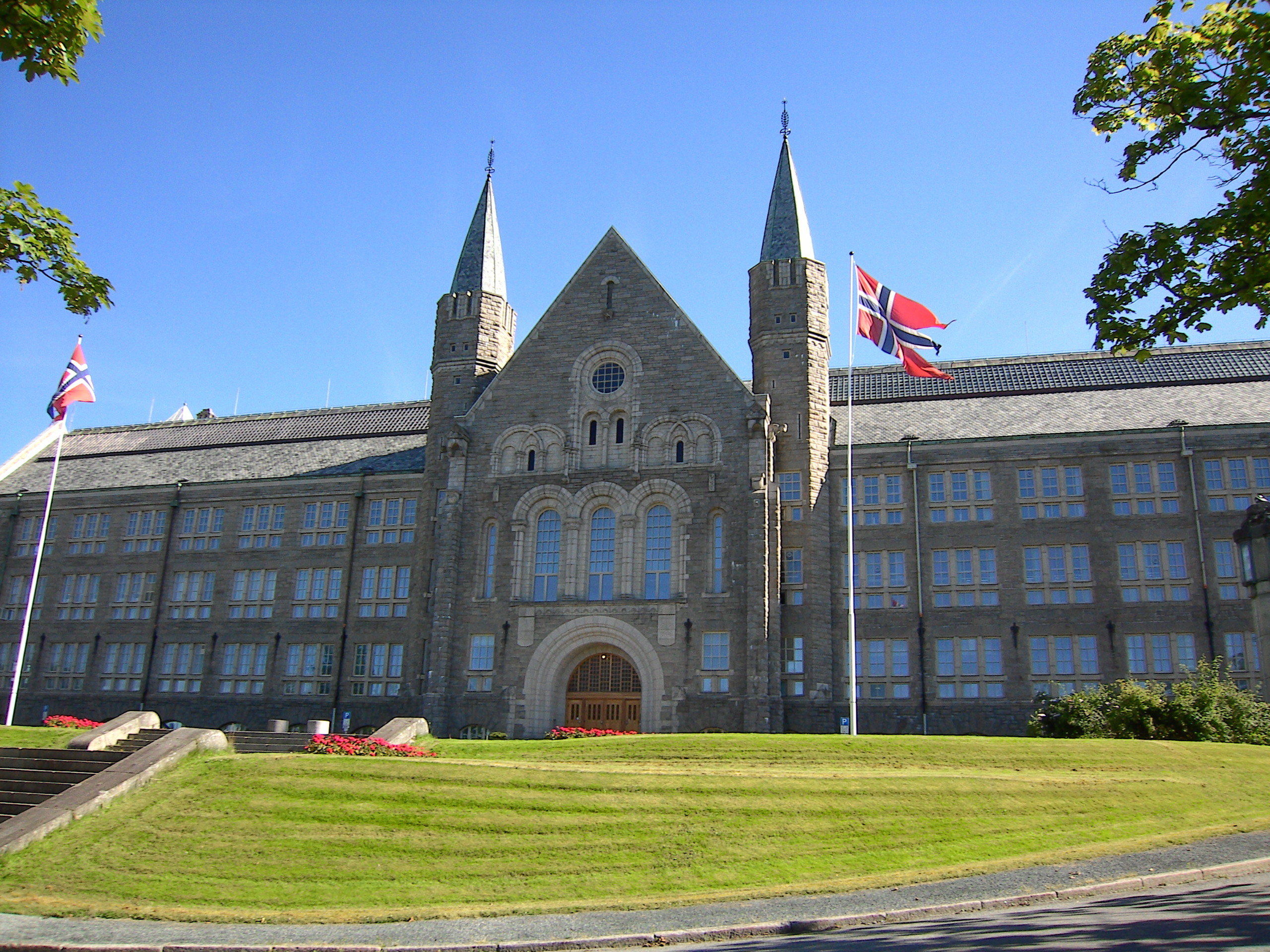
Головний корпус Норвезького університету Науки і Технологій в Тронхеймі

Інноваційні технології в Норвегії знаходяться в топових позиціях серед розвинутих країн. Формування та зміцнення інноваційних кластерів — один із національних пріоритетів Норвегії. Являє собою складний процес взаємодії між його різними учасниками — це приватний бізнес, держава, вищі навчальні заклади, неурядові організації тощо і є результатом їх взаємовигідної співпраці. Така співпраця дозволяє не відтягувати впровадження у виробництво інновацій.

## Загальна харктеристика
У Норвегії приділяється значна увага інноваційній діяльності та інноваційним кластерам. Фінансова та організаційна підтримка інноваційних кластерів у рамках кластерних програм із боку держави забезпечила зростання економіки Норвегії по висхідній і тим самим підвищення рівня конкурентоспроможності країни. Нині Норвегія є світовим лідером у морській, нафтогазовій, енергетичній галузях, а також у галузі аквакультури та інженерії.
Згідно зі звітом «Глобальний інноваційний індекс 2017» (підготовлений Корнелльським університетом, Бізнес-школою INSEAD та ВОІВ), Норвегія посіла 19-те місце в рейтингу серед 127 країн світу, випередивши Австрію, Італію, Китай, але поступившись Німеччині, Швеції та Японії. Витрати на Науково-дослідні та дослідно-конструкторські роботи у Норвегії становлять 1,93% ВВП країни.

## Бізнес-інкубатори

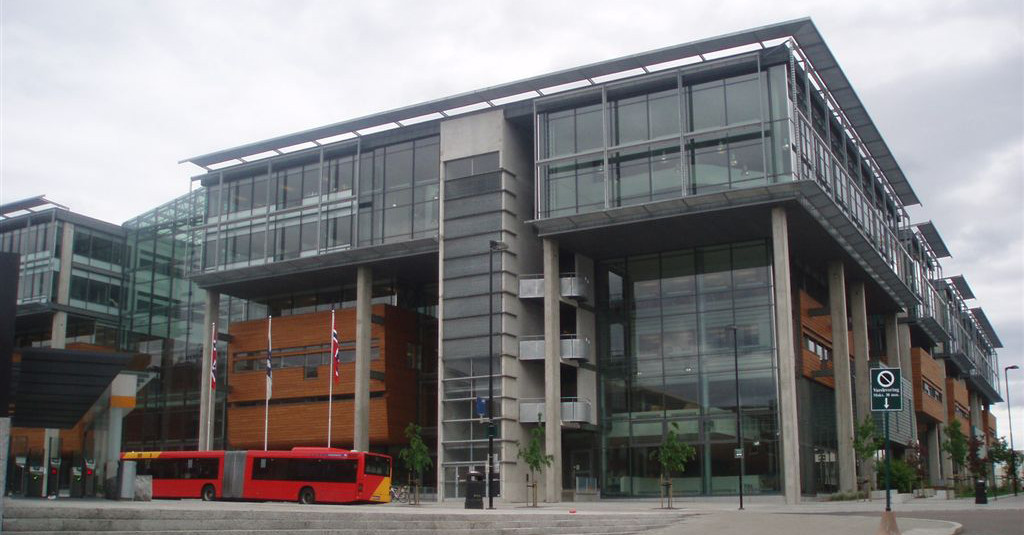
[Норвезька бізнес школа BI (кампус)

В Норвегії створено цілий ряд технопарків та бізнес-інкубаторів. Успішно функціонує бізнес-інкубатор «Інноваційний центр Осло» (Oslo Innovation Center). Даний центр є провідним технопарком Норвегії. Він активно працює з Університетом м.Осло, Вищою школою м.Осло, Норвезької школою менеджменту м.Осло, Норвезьким інститутом досліджень води (NIVA), іншими НДІ, підприємцями, винахідниками, малими фірмами, а також тісно співпрацює з іншими технопарками країни.

## Інвестиційні фонди
У Норвегії працює цілий ряд сид-фондів (seed fund), як приватних, так частково-фінансованих державою (через Innovation Norway, агентство Argentum Fondsinvesteringer, регіональні влади і інші).
З 2008 року функціонує державна інвестиційна компанія Investinor з капіталом в 2,2 млрд норвезьких крон (понад 400 млн доларів США). «Investinor» є дочірньою компанією «Innovation Norwa». Пріоритети діяльності компанії спрямовані на інвестування конкурентоспроможних інноваційних проектів в тих секторах норвезької економіки, в яких Норвегія займає лідируючі позиції і де є великий потенціал для зростання. Це в першу чергу стосується проектів в області охорони навколишнього середовища, енергетики, туризму, рибальства, суднобудування і мореплавства. «Investinor» особливу увагу приділяє також кліматичних та екологічних проектів. В першу чергу компанія «Investinor» інвестує в норвезькі підприємства, що знаходяться на ранній стадії зростання. Однак, на відміну від більшості інших інвестиційних фондів, «Investinor» може брати участь і в наступних довгострокових інвестиціях, при цьому частка статутного капіталу «Investinor» в компанії має бути щодня понад 49%.
Прикладом недержавних організацій, що активно працюють на полі венчурного капіталуможуть служити скандинавський фонд CapMan (обсяг фондів становить 3,2 млрд. євро), промисловий фонд Innovasjon Invest з капіталом в 2 млрд крон. Основним напрямком діяльності компанії є підтримка норвезьких стартап компаній.

## Державні установи
Дослідницькими установами виступають 4-ри університети, у підпорядкуванні, яких є власні науково-дослідні підрозділи та окремі організації. Основними державними організаціями, безпосередньо зайнятими в області інноваційної діяльності є:
- Дослідницька рада Норвегії[en] — норв. (Forskningsradet). Рада безпосередньо відповідає за вироблення науково-дослідницької політики в Норвегії і здійснює фінансування проектів, що реалізовуються.[4]
- Агентство Innovasjon Norge[5]
- Державна корпорація промислового розвитку Норвегії — SIVA[no].  Разом з Innovasjon Norge ведуть консультаційну роботу, а також фінансують інноваційну діяльність. SIVA володіє технопарками, інкубаторами, працює з конкретними інноваційними проектами.[6]

## Норвезькі інноваційні кластери

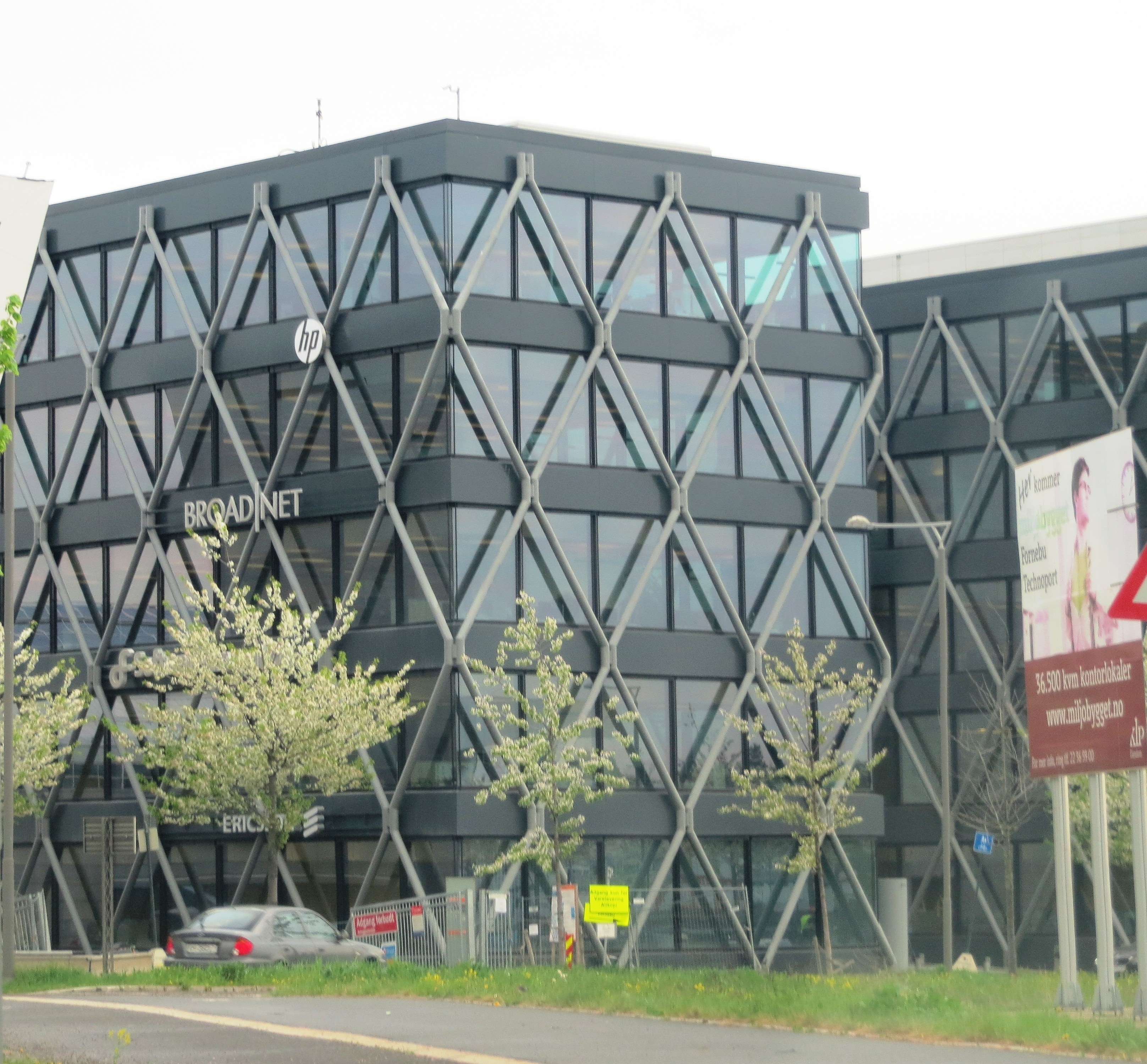
ІТ Fornebu — високотехнологічний кластер. Поряд з Осло, Норвегія.

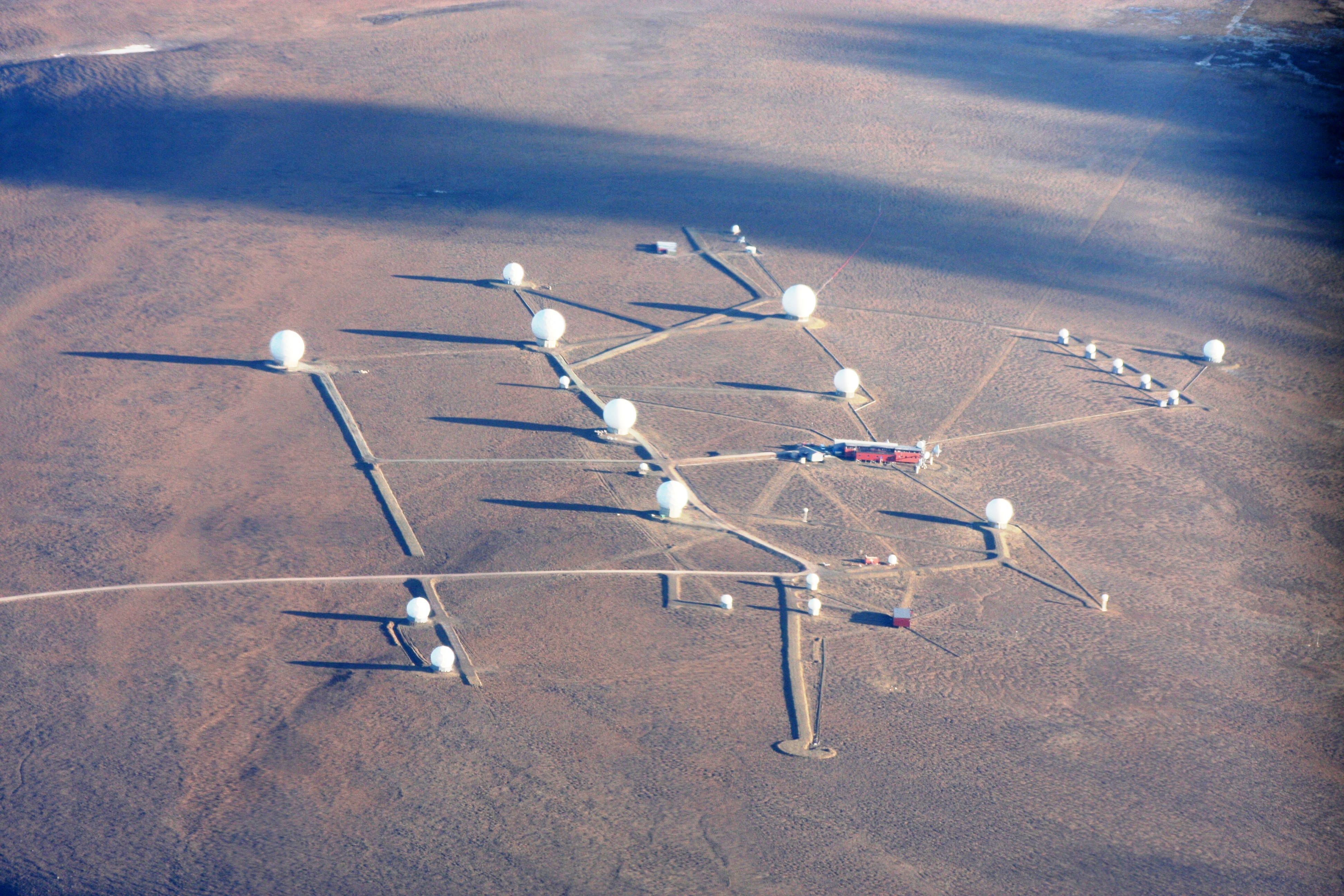
Супутникова станція Свальбард

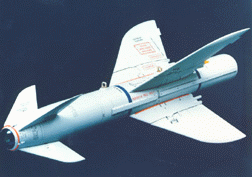
Норвезька протикорабельна ракета «Penguin»

За індексом Стан кластерного розвитку представленим на Всесвітньому економічному форумі у 2016-2017 рр. Норвегія посіла 9-те місце в рейтингу, випередивши інші європейські країни з високим рівнем кластерного розвитку економіки, у тому числі Бельгію, Данію, Фінляндію, Швецію.
У Норвегії починаючи з 2000-х років на національному рівні розроблено три кластерні програми:
- програма «Арена» (Arena, 2002 р.);
- програма розвитку Норвезьких Центрів Експертизи[no];
- програма розвитку норвезьких інноваційних кластерів Norwegian innovation clusters (2014 р.), яка включає і доповнює дві попередні.[8]

У рамках програми «Норвезькі Центри Експертизи» нині підтримується 14 кластерних проектів. Програма спрямована передусім на розвиток кластерів, які мають значний потенціал інноваційного зростання й орієнтовані на міжнародні ринки. Термін підтримки активних кластерів – до 10 років. Фінансування діяльності Центрів здійснюється по лінії Міністерства торгівлі і промисловості та Міністерства комунального і регіонального розвитку Норвегії.
| Назва кластера                    | Місце розташування кластера | Пріоритетні напрями діяльності |
| --------------------------------- | --------------------------- | --- |
| NCE Aquaculture                   | північ Норвегії             | Вирощування риби, виробництво морепродуктів |
| NCE Oslo Cancer Cluster           | південний схід Норвегії     | Розроблення та виробництво устаткування для діагностики та лікування ракових захворювань                                                              |
| NCE Oslo Medtech                  | південний схід Норвегії     | Медичні технології |
| NCE Raufoss                       | південний схід Норвегії     | Розроблення та виробництво автокомпонентів, електроніки, продукції оборонної промисловості                                                            |
| NCE Systems Engineering, Kongsber | південний схід Норвегії     | Інженерні системи для морської галузі, підводних нафтогазових робіт; виробництво автокомпонентів, устаткування для аерокосмічної та оборонної галузей |
| NCE Smart Energy Markets          | південний схід Норвегії     | Енергетика |
| NCE Micro- and Nanotechnology     | південний схід Норвегії     | Медичні технології південний схід Норвегії Мікро- і нанотехнології                                                                                    |
| NCE EYDE                          | південь Норвегії            | Переробна промисловість (виробництво спеціалізованих матеріалів)                                                                                      |
| NCE Culinology                    | південний захід Норвегії    | Виробництво продуктів харчування |
| NCE Maritime Cleantech            | південний захід Норвегії    | Морська галузь |
| NCE Media                         | південний захід Норвегії    | Медіа-галузь |
| NCE Tourism – Fjord Norway        | південний захід Норвегії    | Туризм |
| NCE Seafood Innovation Cluster    | захід Норвегії              | Виробництво морепродуктів |
| NCE Aquatech Cluster              | центр Норвегії              | Розроблення технологій для індустрії аквакультури |

У червні 2014 р. стартувала кластерна програма Норвезькі інноваційні кластери. Програма ініційована Дослідницькою радою Норвегії, державною компанією «Інновації Норвегії» (Innovation Norway), а також Державною корпорацією промислового розвитку Норвегії (SIVA), яка підпорядкована Міністерству торгівлі, промисловості та рибальства. До реалізації програми також задіяні галузеві відомства, а саме: Міністерство у справах місцевого самоврядування та модернізації, Міністерство освіти та досліджень, Міністерство клімату та навколишнього середовища, Міністерство нафтової промисловості та енергетики, Міністерство продовольства і сільського господарства Норвегії та інші.
Мета програми «Норвезькі інноваційні кластери» полягає у зростанні динаміки та привабливості кластерів, інноваційності та конкурентоспроможності компаній. Програма спрямована на зміцнення інноваційних кластерів за чотирма стратегічними напрямами: управління кластером; взаємообмін знаннями; співпраця в галузі інновацій; співпраця кластера з іншими кластерами. У рамках програми інноваційні кластери отримують фінансування, консультаційні послуги, послуги з налагодження контактів, рекламні послуги.
Програма «Норвезькі інноваційні кластери» є трирівневою, оскільки включає програми «Арена» (І рівень), «Норвезькі центри експертизи» (ІІ рівень) і «Глобальні центри експертизи» (ІІІ рівень).

### Глобальні центри експертизи
Глобальні центри експертизи — це інноваційні кластери світового рівня, для яких є характерним системне співробітництво на міжнародному рівні.
На сьогодні в Норвегії діє кілька інноваційних кластера рівня «Глобальних центрів експертизи», учасниками яких є компанії – світові лідери, що спеціалізуються в тих чи інших галузях. Серед них:
- GCE Blue maritime — морський кластер об’єднує 125 компаній, які займаються проектуванням, будівництвом, оснащенням та експлуатацією сучасних морських суден для нафтогазової галузі.[11] Метою діяльності кластера є прагнення стати у майбутньому найбільш інноваційним кластером у галузі новітніх морських технологій у світі завдяки залученню висококваліфікованих кадрів та нарощуванню дослідницького потенціалу.[1]
- GCE Subsea — кластер у галузі морських підводних робіт, об’єднує 82 підприємства і 18 науково-дослідних установ, які розробляють та постачають технології для монтажу, експлуатації та ремонту підводних установок для нафто- і газовидобування у світовому масштабі.[1]
- GCE Node — високотехнологічний кластер у галузі морського видобування, бурових робіт та енергетики, що об’єднує 145 компаній і близько 20 науково-дослідних установ, які розробляють і постачають до різних країн світу технології та платформи для морського нафтогазового буріння[1]

 Серед проектів кластера на увагу заслуговують передусім ті, що пов’язані з глибоководними морськими розвідками (проби води, морських мінералів); робототехнікою майбутнього; гео-  термальною енергетикою (доступ до підземних теплих вод за допомогою глибинного буріння); виробництвом композитів для морської справи (легкі та гнучкі, але водночас міцні матеріали, що не підлягають корозії); адитивними (цифровими) технологіями 3D-printing; вітряною енергетикою.

## «Блакитні галузі»
Згідно з дослідженнями Європейської кластерної обсерваторії перспективними є інноваційні кластери у швидко зростаючих галузях норвезької економіки, а саме: «блакитні» галузі (зокрема, у регіоні Вестланн зайнятість у галузі ниністановить 113 тис. осіб із середньорічною заробітною платою 59,5 тис. євро), біофармацевтика (зокрема, у регіоні Естланн зайнятість становить понад 10 тис. осіб із середньорічною заробітною платою 79,6 тис. євро); екологічна галузь (зокрема, у регіоні Естланн зайнятість становить майже 43 тис. осіб, а середньорічна заробітна плата – понад 83,2 тис. євро); мобільні технології (зокрема, у регіоні Серланн зайнятість становить 31,5 тис. осіб із середньорічною заробітною платою 75 тис. євро)(пов’язані з морем чи океаном: аквакультура, альтернативна енергетика, водний транспорт тощо).